# Balingup
Balingup is een plaats in de regio South West in West-Australië. Het ligt 241 kilometer ten zuiden van Perth en 31 kilometer ten zuidoosten van Donnybrook. In 2021 telde het dorp 565 inwoners.

## Geschiedenis

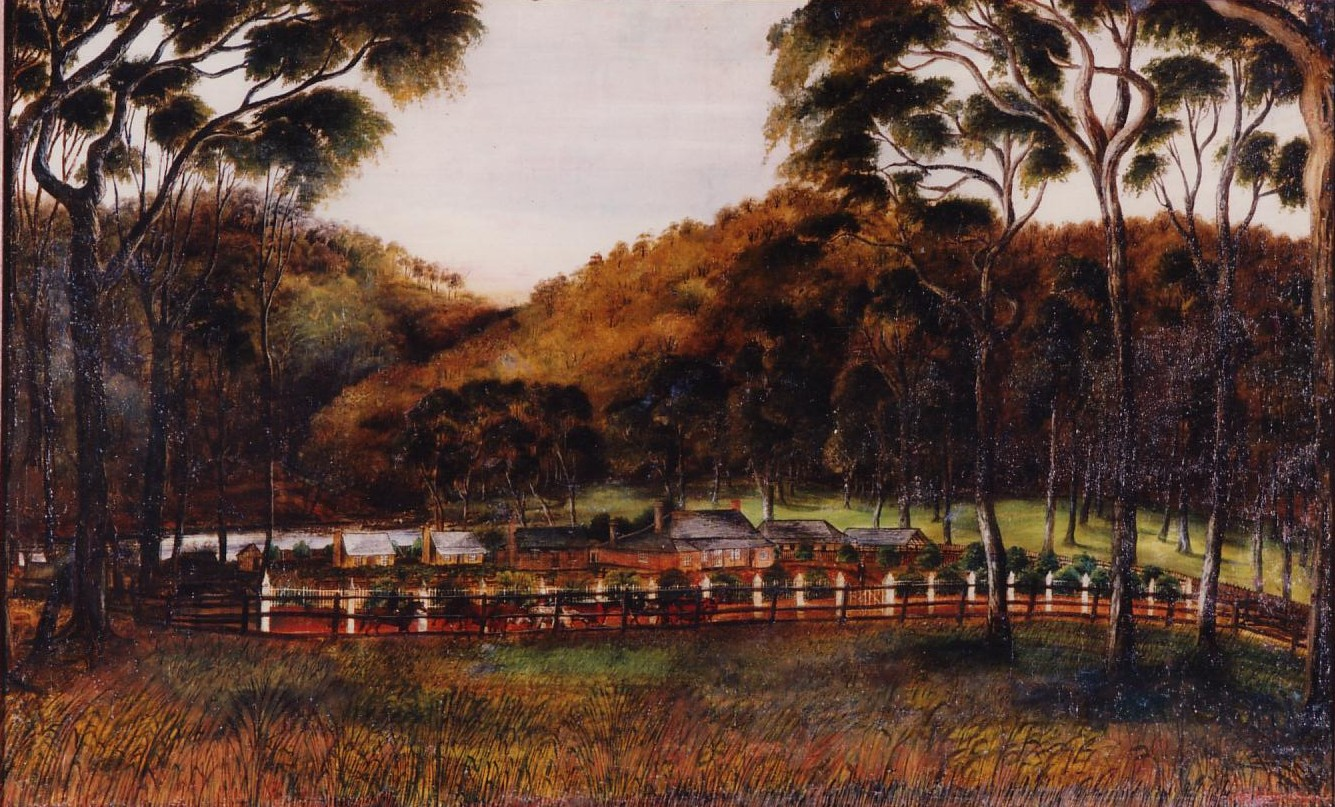
Schilderij Southampton door William Benson 1864

De eerste Europese ontdekkingsreizigers doorkruisten het gebied in 1842 tijdens een expeditie om een route over land te vinden tussen Albany aan de zuidkust en Vasse aan de westkust. De expeditie stak de Blackwood over in Southampton. In 1851 vestigden de eerste kolonisten zich in de Balingupregio. Richard Jones nam 10 hectare in, bouwde er een leemstenen hofstede en noemde ze Southampton. Zijn bedrijf floreerde en groeide tot 28000 hectare tegen het einde van de 20ste eeuw. Een bosbrand in 2013 herleidde de historische hofstede helaas tot een ruïne.
In 1859 ging Walter Padbury een pastoral lease aan van 40.000 hectare. De lease omvatte de plaatsjes Ferndale en Brooklands. De historische hofstede Ferndal (1859) staat nog steeds langs de Nannup Road. Andere historische hofsteden in de buurt die nog bewoond worden zijn Golden Valley (1880-1904) en Blackwood Inn (1864).
Reeds in 1888 werd er naar tin gedolven in het nabijgelegen Greenbushes. Daardoor mag deze de streek de langste non-stop mijnactiviteit in West-Australië op haar conto schrijven.
De fruitteelt kwam in Balingup van grond in 1895, toen een Zwitserse kweker, Jacob Hawter, de grootste fruitkwekerij van de staat oprichtte. Hij creëerde ook de eerste speciaal gebouwde koelcel in de staat.
Melkbedrijven werden de grootste landbouwbedrijven nadat nieuwe technologieën en landbouwmethodes geïntroduceerd werden. Een kaasfabriek opende zijn deuren in 1933. Een tekort aan grond voor irrigatie en het daaruit volgende tekort aan competitiviteit deden de melkindustrie de das om. De kaasfabriek sloot de deuren in 1977. De fabriek is tegenwoordig een centrum voor kunst en cultuur.

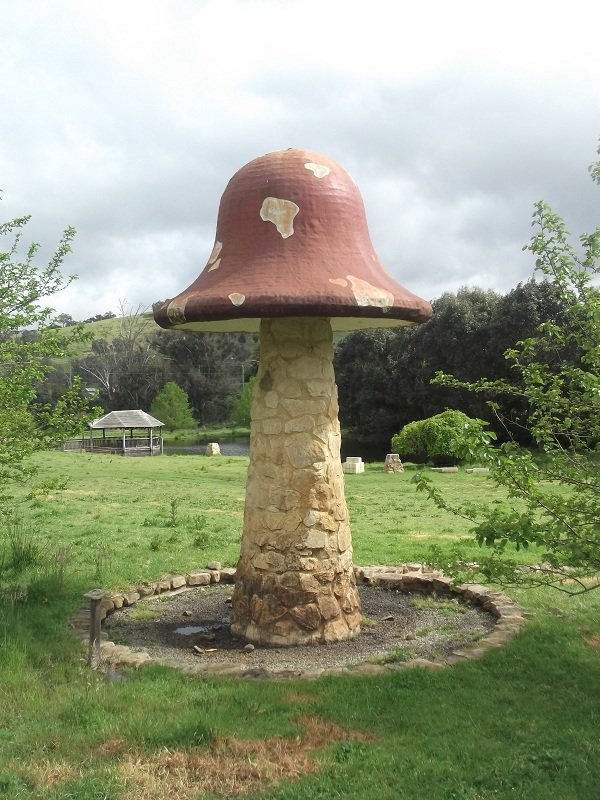
Magic Mushroom Balingup 2013

Het plaatsje ontleent zijn naam aan de Balinup Pool gelegen aan de Balingupbeek die door het dorpje stroomt. De naam werd voor het eerst neergeschreven door een landmeter in 1850 en zou afkomstig zijn van een Nyungahkrijger genaamd Balingan. Ander onderzoek door de Nyungah academicus en onderzoeker Leonard Collard heeft aangetoond dat de naam uit de Nyungahtaal zou afkomstig zijn en betekent: "een die zich daar op deze plaats bevindt".
Balingup ligt aan de South Western Highway. Het had vroeger een station op de spoorlijn. Dat werd geopend in 1898, het jaar van de stichting van Balingup.
In de twintigste eeuw was Balingup bekend voor landbouw en fruitteelt. Tegenwoordig voor runderteelt en de teelt van magische paddenstoelen. De  paddenstoelensoorten uit de omtrek genieten interesse van zowel druggebruikers als de ordediensten.

## Toerisme
Ballingup is een van de weinige dorpen waar het bibbulmunwandelpad doorloopt, een 1000 kilometer lang langeafstandswandelpad door het zuidwesten van West-Australië. Het ligt middenin de bossen.
De geschiedenis van het dorpje tussen 1855 en 1955 kan men leren in de Balingup Historical Exhibition. Andere bezienswaardigheden zijn verder nog het Golden Valley Tree Park en de Balingup Lavender Farm.
Acton Park · Alexandra Bridge · Allanson · Augusta · Balingup · Benger · Binningup · Boyanup · Boyup Brook · Bramley · Bridgetown · Brookhampton · Brunswick Junction · Bunbury · Burekup· Busselton · Capel · Carbunup River · Chowerup · Collie · Cookernup · Cowaramup · Cundinup · Dardanup · Deanmill · Dingup · Dinninup · Donnelly River · Donnybrook · Dunsborough · Elgin · Ferguson · Forest Grove · Forrest Beach · Gnarabup · Gracetown · Greenbushes · Harvey · Hester · Jardee · Jarrahwood · Karridale · Kirup · Kudardup · Kulikup · Ludlow · Manjimup · Margaret River · Mayanup · Metricup · Mullalyup · Myalup · Nannup · Northcliffe · Nyamup · Pemberton · Peppermint Grove Beach · Prevelly · Quindalup · Quinninup · Roelands · Rosa Brook · Shotts · Stratham · Uduc · Vasse · Walpole · Waterloo · Wilga · Windy Harbour · Witchcliffe · Wilyabrup · Wokalup · Wonnerup · Worsley · Yallingup · Yalup Brook · Yarloop · Yoongarillup · Yornup